# Brittiska F3-mästerskapet 1998
Brittiska F3-mästerskapet 1998 var ett race som vanns av Mario Haberfeld. Genom att Enrique Bernoldi och Luciano Burti kom tvåa och trea innebar det en brasiliansk trippel.

## Slutställning
| Plats | Förare           | Poäng |
| ----- | ---------------- | ----- |
| 1     | Mario Haberfeld  | 218   |
| 2     | Enrique Bernoldi | 163   |
| 3     | Luciano Burti    | 137   |
| 4     | Warren Hughes    | 132   |
| 5     | Martin O'Connell | 114   |
| 6     | Kristian Kolby   | 82    |